# Emanuele Ndoj
Emanuele Ndoj, född 20 november 1996 i Catania i Italien, är en italiensk-albansk fotbollsspelare (mittfältare) som spelar för den italienska klubben Brescia.